# 三春屋
三春屋（みはるや）は、青森県八戸市に存在した日本の百貨店である。
2019年（令和元年）11月6日からは同年11月1日に設立された事業会社「株式会社やまき三春屋」が運営していた。
また、かつて当百貨店を「株式会社三春屋」として運営していた会社である。

## 歴史

### 創業から百貨店へ

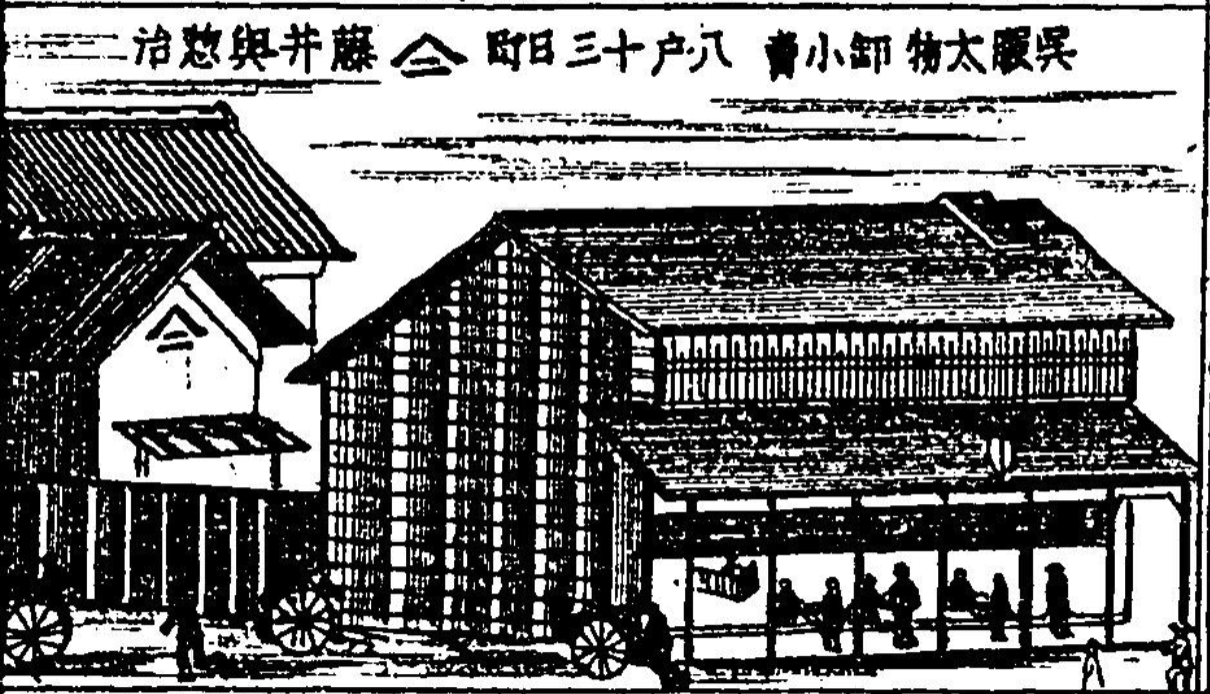
三春屋 藤井與惣治 呉服太物卸小売（明治27年）

永禄年間に「三春屋呉服店」として創業したのが始まりである。福島県三春町にルーツを持つ。

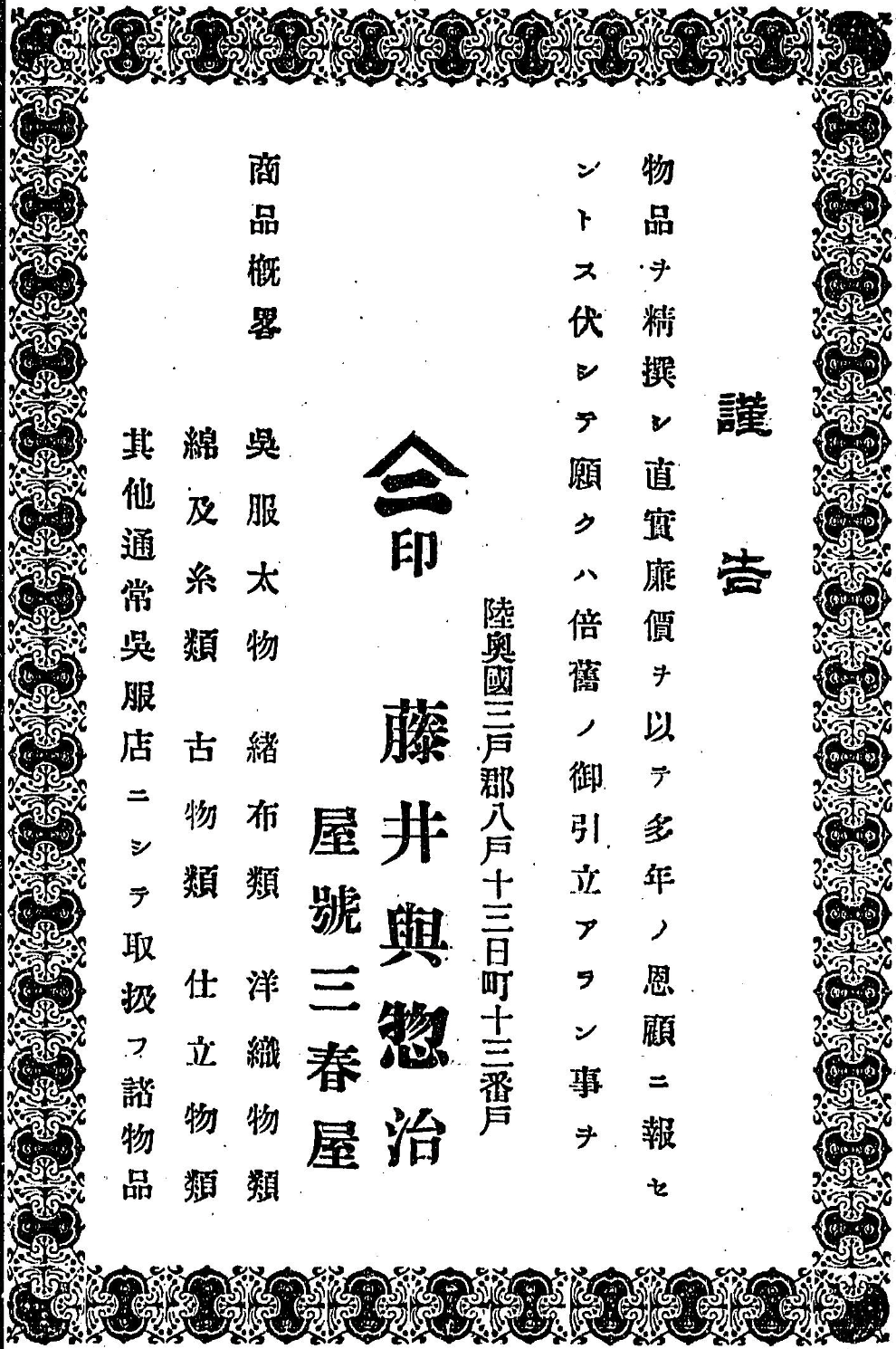
明治27年八戸栞草に書かれた三春屋の広告

1953年（昭和28年）3月に「株式会社三春屋」として法人化して呉服店の営業を続け、その後衣料品店に発展した。
1969年（昭和44年）11月13日に、当時隣接していた店舗を構えていた八戸市初の百貨店であった「丸美屋」 が1968年（昭和43年）6月28日に仙台の百貨店「丸光」（後の「さくら野百貨店」、法人としては後の「エマルシェ」、2017年に倒産・閉鎖）と東京の月賦百貨店「緑屋」が進出 したことなどの影響で売上が急激に減少して閉店に追い込まれ、同月15日に倒産した。
そこで、清算中の丸美屋を1970年（昭和45年）に買収して 増床し、同年に 比較的庶民向けの百貨店を開業する運びとなった。

### 規模拡大と他社との競合
当店が百貨店を開業した1970年（昭和45年）1月に百貨店「三萬」が閉店して 郊外にスーパーマーケットの「ユニバース」を開いたほか、翌年の1971年（昭和46年）には1月の「つきや」と既存の大型店の閉店が相次ぐ形となった。
また、1971年（昭和46年）8月に「力ネ長武田八戸店」が閉店し、代わりに同社が「ニチイ」などと共同出資して同年5月に設立した「青森ニチイ」が同年10月7日に「ニチイ八戸店」を開店する など、市街に本拠を置くチェーンの大型店と競争するようになった。
1978年（昭和53年）には丸光と共に大規模な増床をし、1980年（昭和55年）4月19日に「イトーヨーカドー」が進出すると大規模なセールを展開して対抗するなど、残った最後の地場資本の百貨店として県外資本の大規模店や郊外の店舗との競争に挑み続けた。
また、1980年（昭和55年）6月に岩手県水沢市の水沢駅前の魚市場跡に地上6階建て店舗面積約5,900m2の「ヤマニ三春屋」を出店したほか、一関市や久慈市などにも出店するなど多店化も進めた。
しかし、1981年（昭和56年）4月に店舗をダイエーに譲渡して岩手県から撤退しており、この多店化は成功しなかった。

### 中合の傘下に
1985年（昭和60年）に当時日本一の総合スーパーだったダイエーの支援を受けて傘下に入り、八戸の地場資本の百貨店は消滅することになった。
さらに、1987年（昭和62年）には業績不振を受けて社長が交代し、1995年（平成7年）にダイエーの完全子会社となった。
2000年（平成12年）6月に北海道函館市の棒二森屋を経営していた同じダイエー系の株式会社アドバンスド・デパートメントストアーズオブジャパンに吸収合併されたため、「株式会社三春屋」は消滅することになった。
そして、2004年（平成16年）10月にダイエーが経営再建のため産業再生機構に支援要請を行い、2004年（平成16年）12月に支援決定されたことに伴い策定された再建計画の中で百貨店事業からの撤退と売却の方針が盛り込まれて報道されたため、八戸市長と八戸商工会議所などが連名で2004年（平成16年）12月28日に産業再生機構や経済産業大臣などに存続の要望書を提出するなどこととなった。
店舗自体は黒字経営が続いていたこともあって売却されず、2005年（平成17年）12月1日に、ダイエーグループの中合（本社：福島市）が「中合三春屋店」として運営しているアドバンスド・デパートメントストアーズオブジャパンは同じダイエー系の中合と合併した上でダイエーを引き受け先として増資を行い、そのまま営業が続けられることとなった。
そして、2010年（平成22年）7月1日に中合がダイエー以外の株主が保有していた株式を全て無償で取得した上でダイエーに取得した株式の一部を50億円で売却して債務超過を解消したため、ダイエーの完全子会社となっている。
中合傘下で営業していた店舗は後に閉店が相次ぎ、2021年（令和3年）7月15日にマリーン5清水屋（旧：中合清水屋店）が閉店したことにより、翌7月16日時点において、旧中合の流れを汲む店舗では三春屋が唯一営業を継続していた。

### やまきへの事業譲渡
2019年（令和元年）9月5日に三春屋の事業を中合から商業コンサルティング会社の「やまき」へ事業譲渡することを発表。やまきは同年11月1日に事業会社「やまき三春屋」を設立、11月6日より運営がやまき三春屋へと移管された。
このような企業再編が行われたため、経営母体の企業は三春屋からアドバンスド・デパートメントストアーズオブジャパン、中合、やまきと変化したが、店舗名はこの間も変化せず後述の閉店に至るまで「三春屋」として八戸市中心市街地における百貨店の営業を継続した。
譲渡後しばらくは日本百貨店協会の店舗リストから外れており、一時的に協会非加盟であった。後に「やまき三春屋」として再加盟し、引き続き青森県内ではさくら野百貨店の3店舗（青森本店・八戸店・弘前店）と共に日本百貨店協会加盟店舗となっている。

### 閉店とその後
2021年（令和3年）9月10日付で全従業員約140人の約7割に当たる約100人に解雇通知を出した。
同社は取材に対し「新型コロナウイルスの影響で売り上げが落ち、今秋に予定していた改装計画にも支障が出ている。経費削減に取り組んだが三春屋ののれんを残すため、さらに人件費削減が必要」と述べた。希望退職を募らなかった点には「それほど財務状況が逼迫している」と釈明。従業員の再就職は「積極的に支援したい」としている。
それに対しUAゼンセン県支部（青森市）は「解雇される従業員の選定基準も不透明で、具体的な経営状況も示されていない」などと指摘。
また同店の所在している八戸市の小林眞市長（当時）は「三春屋は市中心部のにぎわいを支えてきた大きな存在。状況を注視したい」と話した。
その後、2022年4月にも閉店する方針であると報じられ、同年4月10日を以って閉店し、百貨店としては52年の歴史に幕を閉じた。これにより、旧中合の流れを汲む店舗はすべて消滅することとなり、青森県内の百貨店は青森・八戸・弘前のさくら野百貨店と弘前の中三の4店舗となった。
閉店の時点で残る70名の従業員のうち59名、残る11名も4月末を以って解雇とする一方、法人自体は存続させ、百貨店業態に拘らずに再生を目指す方針を明らかにしている。
2025年（令和7年）4月15日、旧三春屋の建物1階にインドア型テーマパーク「AEM（アエマ）八戸」がオープンした。

## 年表
- 永禄年間 - 「三春屋呉服店」として創業[3]。
- 1953年（昭和28年）3月 - 「株式会社三春屋」として法人化[3]。
- 1970年（昭和45年） - 丸美屋を買収して[6] 増床し[3]、百貨店を開業[12]。
- 1978年（昭和53年） - 大規模な増床を実施[12]。
- 1980年（昭和55年）6月 - 岩手県水沢市の水沢駅前に「ヤマニ三春屋」を出店[20]。
- 1981年（昭和56年）4月 - 店舗をダイエーに譲渡して岩手県から撤退[21]。
- 1985年（昭和60年） - ダイエーの支援を受けて同社の傘下に入る[5]。
- 1987年（昭和62年） - 業績不振を受けて社長が交代[23]。
- 1995年（平成7年） - ダイエーの完全子会社となる[22]。
- 2000年（平成12年）6月 - 同じダイエー系の株式会社アドバンスド・デパートメントストアーズオブジャパンに吸収合併され、「株式会社三春屋」は消滅[4]。
- 2005年（平成17年）12月1日[25] - アドバンスド・デパートメントストアーズオブジャパンが同じダイエー系の中合と合併し、「中合三春屋店」となる[5]。
- 2010年（平成22年）7月1日 - 中合がダイエーの完全子会社となる[5]。
- 2019年（令和元年）11月6日 - 三春屋の事業が中合からやまきに譲渡された[1]。
- 2022年（令和4年）4月10日 - 三春屋閉店。